# 1944 en droit
Cet article présente les faits marquants de l'année 1944 en droit.

## Événements

### Janvier
- 8 janvier, Italie : début du « procès de Vérone », parodie de procès destiné à juger les membres du Grand Conseil du fascisme considérés par Mussolini[1] comme responsables de sa chute l'année précédente. Il va durer deux jours, jusqu'au 10 janvier.

### Mars
- 30 mars : Arrêt Luze et Devaux par lequel la Chambre criminelle de la Cour de cassation affirme le principe du droit pénal selon lequel l'intention criminelle est un élément constitutif de l'infraction pénale.

### Avril
- 21 avril, France : ordonnance du Comité français de la Libération nationale sur l’organisation des pouvoirs publics à la Libération.

### Mai
- 23 mai : l'Islande devient une République indépendante à la suite d'un plébiscite[2]. Sa Constitution entre en vigueur le 17 juin, par une déclaration du Président de l'Althing, réuni en session[3], selon une résolution relative à l'entrée en vigueur de la Constitution de la République d'Islande adoptée le 16 juin par l'Althing.

## Naissances
- 23 octobre : Danny Julian Boggs, juriste américain, juge senior à la Cour d'appel des États-Unis pour le sixième circuit.